# Virrat
Virrat [ˈvirːɑt] (schwedisch: Virdois) ist eine Stadt im Westen Finnlands mit 6395 Einwohnern (Stand 31. Dezember 2022). Sie liegt im Norden der Landschaft Pirkanmaa, 106 Kilometer nördlich von Tampere und 115 Kilometer westlich von Jyväskylä. Nachbarstädte und -gemeinden sind Alavus im Norden, Ähtäri im Nordosten, Keuruu im Osten, Mänttä-Vilppula im Südosten, Ruovesi und Ylöjärvi im Süden sowie Kihniö im Westen. Virrat ist einsprachig finnischsprachig.
Das Stadtgebiet von Virrat ist mit circa 1300 Quadratkilometern sehr ausgedehnt. Außer dem Stadtzentrum gehören zu Virrat die Dörfer Äijänneva, Härkönen Jäähdyspohja, Killinkoski, Koro, Kotala, Kurjenkylä, Liedenpohja, Ohtola, Vaskuu und Vaskivesi. Virrat liegt in einer seenreichen Landschaft am Nordende des Näsijärvi-Seensystems. Insgesamt befinden sich im Stadtgebiet über 300 Seen mit einer Gesamtuferlänge von 1000 Kilometern.
Die Gemeinde Virrat entstand durch die Kommunalreform von 1868. 1974 wurde Virrat zum Marktflecken, 1977 zur Stadt erhoben. Virrat ist stark von der Landflucht betroffen: 1950 betrug die Einwohnerzahl noch über 12.000.
Die alte Kirche von Virrat ist eine zwischen 1772 und 1774 erbaute hölzerne Kreuzkirche. Im Dorf Killinkoski steht eine 1929 von Josef Stenbäck erbaute Holzkirche im Jugendstil, außerdem hat auch Liedenpohja eine eigene 1961 erbaute Dorfkirche. Das historische Industriemilieu um die 1886 gegründete Spinnerei und die 1899 eröffnete Schnurfabrik von Killinkoski ist mittlerweile denkmalgeschützt.
Virrat unterhält Städtepartnerschaften mit der Gemeinde Årjäng in Schweden, Gol in Norwegen und Aulum-Haderup in Dänemark.

## Söhne und Töchter der Stadt
- Pertti Niittylä (* 1956), Eisschnellläufer
- Helena Leveelahti (* 1999), Leichtathletin